# Frabosa Sobrana
Frabosa Sobrana (italià Frabosa Soprana, piemontès Frabosa Sovrana) és un municipi italià, situat a la regió del Piemont. L'any 2007 tenia 822 habitants. Està situat a la Val Tàner, dins de les Valls Occitanes. Limita amb els municipis de Frabosa Sotana, Magliano Alpi, Monastero di Vasco, Montaldo di Mondovì, Ormea i Roburent.

## Administració
| Període | Identitat              | Partit        |
| ------- | ---------------------- | ------------- |
| 2004-   | Pierangelo Giordanengo | Llista cívica |